# Levpa
Levpa este o localitate din comuna Kanal ob Soči, Slovenia, cu o populație de 194 de locuitori.